# Краснофлотское шоссе
Краснофло́тское шоссе — шоссе в городе Ломоносове Петродворцового района Санкт-Петербурга. Проходит от Дворцового проспекта до границы с Ломоносовским районом Ленинградской области. Далее продолжается автодорогой 41А-007.
Первоначальное название — Больша́я дорога. Оно известно в Ораниенбауме с 1914 года.
В 1927 году её переименовали в Краснофлотское шоссе — по береговому форту «Краснофлотский» (в 1914—1919 годах — форт «Красная Горка»), к которому ведёт. Сейчас форт находится в посёлке Форт Красная Горка Ломоносовского района Ленинградской области.

## Застройка

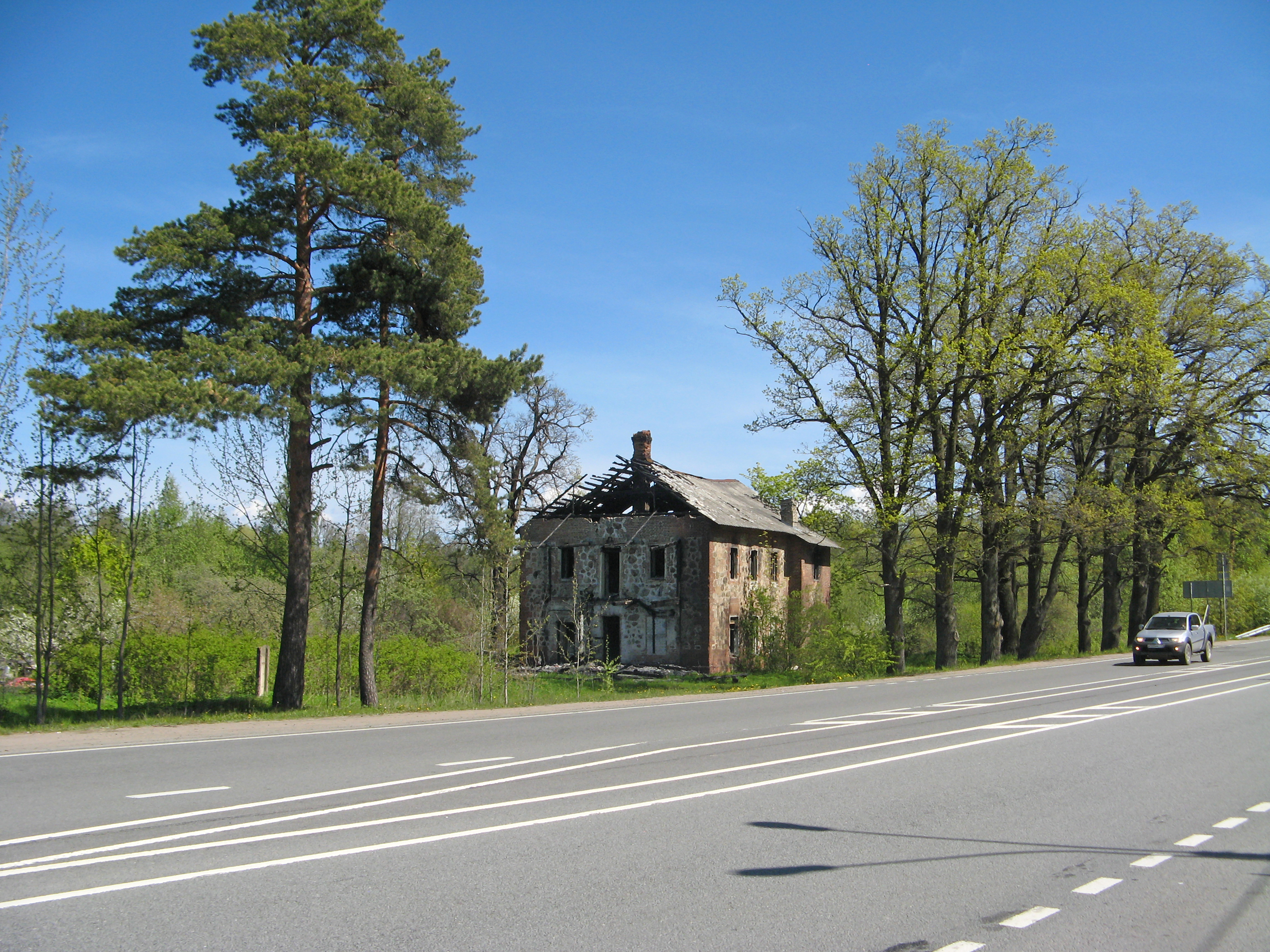
Дом 39, пострадавший от пожара

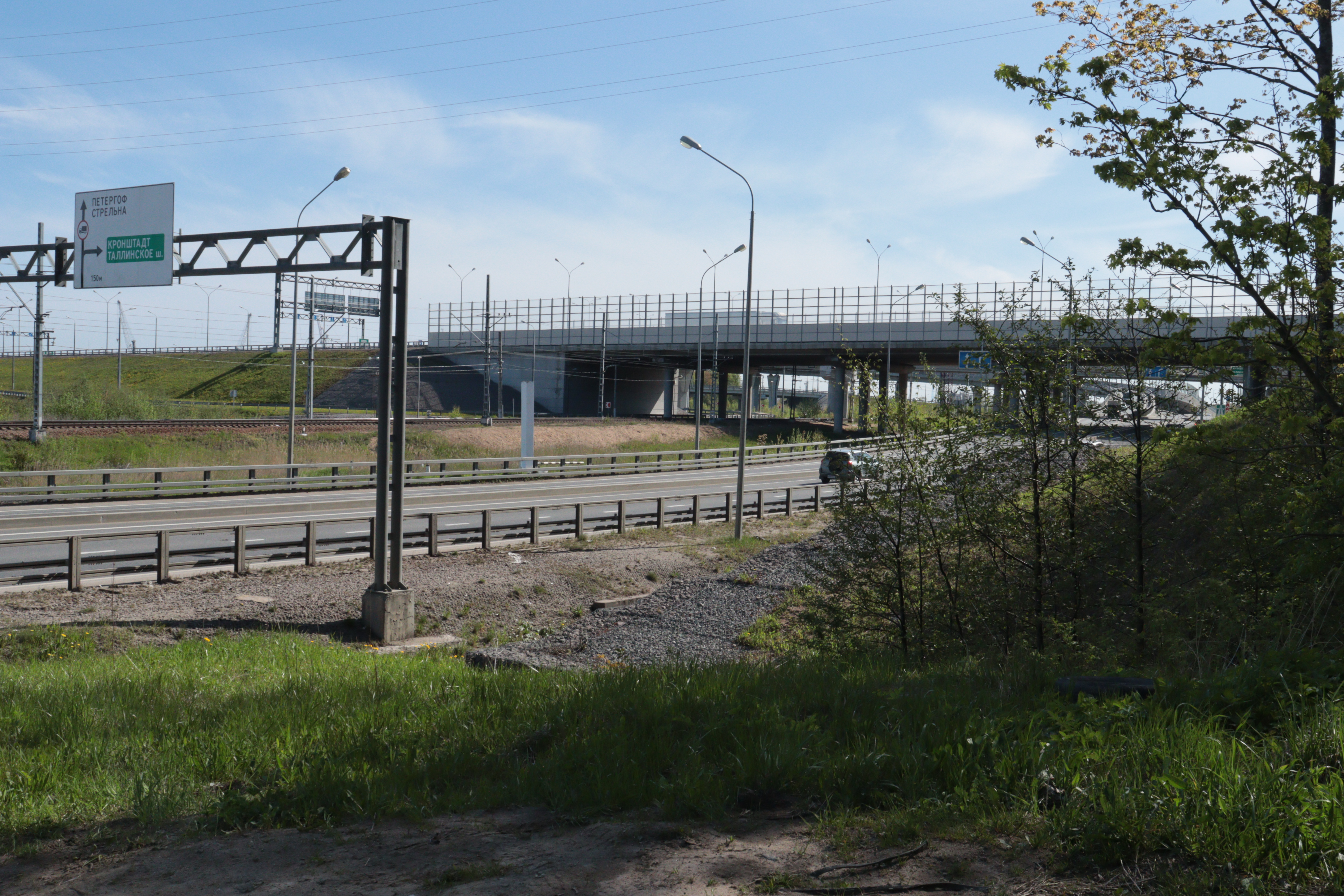
Краснофлотское шоссе у пересечения с КАД

- дома 2—10 — дворцово-парковый комплекс «Ораниенбаум».
- дома 5—13 — коттеджи, построенные на месте комплекса деревянных зданий-памятников: трёх домов садовых учеников (15, 17, 19) и четырёх казарм Инвалидной роты (5, 7, 9 и 13). Все они были построены в 1820 году по проекту архитектора В. П. Стасова. В 2006 году землю на городских торгах купило ООО «Монолит». В 2008 году постановлением правительства РФ они были сняты с охраны. По мнению историка Петергофской дороги С. Б. Горбатенко, инициатором сноса была тогдашний губернатор Санкт-Петербурга В. И. Матвиенко, возмутившаяся «рухлядью». В 2010 году были снесены три дома садовых учеников, а в 2011-м — казармы[2].
- дом 16 — дача Максимова, 1892, объект культурного наследия, памятник деревянной архитектуры[3]. Владельцем здания является «Всеволожский специализированный Дом ребёнка», подведомственный Комитету по здравоохранению Ленинградской области. С 2017 года собственник не проводит противоаварийных или консервационных работ, от чего состояние памятника постоянно ухудшается. 29 апреля 2022 в здании случился пожар, уничтоживший значительный объём деревянных конструкций[4]. КГИОП пытается добиться возбуждения уголовного дела по факту несоблюдения собственником охранного обязательства, однако на начало 2023 года полиция отказала в этом уже трижды[5].
- дом 39 — жилой дом (вторая половина XIX в.; объект культурного наследия регионального значения[6]). В 2015 году КГИОП предпринял попытку снять его с охраны[7].
- дом 49 — порт Бронка. Строится с 2011 года. Ради порта в Финском залива было намыто около 100 гектаров земли. Первые здания были сданы в 2015 году. Терминал начал принимать постоянные рейсы. В марте 2016 года сюда со станции Шушары прибыл первый контейнерный поезд[8].
- дом 62 — усадьба адмирала С. К. Грейга (Санс-Эннуи) (1720-е, арх. Д. Трезини; объект культурного наследия федерального значения[9]).

## Перекрёстки
- Оранжерейная улица
- Транспортный переулок
- Ветеринарный переулок
- Пригородная улица
- улица Пулемётчиков
- улица Черникова
- улица Евгения Ефета
- Гвардейская улица
- КАД